# Tamba-Sasayama
Tamba-Sasayama (jap. 丹波篠山市 Tanba-Sasayama-shi) – miasto w Japonii, na wyspie Honsiu (Honshū), w prefekturze Hyōgo.

## Położenie
Miasto położone jest w środkowej części prefektury Hyōgo, na północ od Kobe, stolicy prefektury. Powierzchnia miasta stanowi 4,6% powierzchni prefektury. Miasto graniczy z:
- Nishiwaki
- Tambą
- Katō
- Sanda
- Nantan
- Fukuchiyama